# Вільгельм Дьоллен

Вільгельм (Василь) Карлович Дьоллен (рос. Вильгельм (Василий) Карлович Дёллен, нім. Johann Heinrich Wilhelm Döllen — Йоганн Гайнріх Вільгельм Деллен; 13 (25) квітня 1820, Мітава, нині Латвія — 4 (16) лютого 1897, Юр'єв, нині Тарту, Естонія) — російський астроном німецького походження, член-кореспондент Петербурзької АН (1871).
Закінчив Дерптський університет (1839). Учень російського астронома В. Я. Струве. У 1844—1890 роках працював у Пулковській обсерваторії як астроном-спостерігач. Розробив спосіб визначення часу переносним пасажним інструментом, встановленим у вертикалі Полярної зірки.

## Наукові праці
- Döllen, Wilhelm. The portable transit instrument in the vertical of the pole star (1870)